# کایلی بابینگتون
کایلی جین بابینگتون (متولد ۱۳ دسامبر 1987) یک هنرپیشه بریتانیایی است که بیشتر برای نقش تلویزیونی‌اش شناخته می‌شود و از ژوئن ۲۰۱۰ تا نوامبر ۲۰۱۱ در ایست اندرز نقش جودی گلد را بازی می‌کرد. بابینگتون در هاورینگ، لندن در سال ۱۹۸۷ به دنیا آمد. او بازیگری و تئاتر موزیکال را در آکادمی هنرهای تئاتر ایتالیا کونتی خواند.